# توماسو گاتونی
توماسو گاتونی (انگلیسی: Tommaso Gattoni؛ زادهٔ ۱۹ اوت ۱۹۹۳) بازیکن فوتبال اهل ایتالیا است.